# Johan Herman Cahman
Johan Herman Cahman, död 1702, var en svensk orgelbyggare sannolikt från Schleswig-Holstein.
Han var bror till Hans Henrich Cahman och anslöt som gesäll till dennes arbete med orgeln i Uppsala domkyrka 1693. Cahman arbetade själv som orgelbyggare i Västerås stift till sin död i Uppsala.
Sonen Hans Henrik Cahman den yngre var organist i Borås församling 1709-1736

## Lista över orglar

### Reparationer och ombyggnationer
| År        | Ursprunglig kyrka       | Stift    | Manualer | Pedal        | Stämmor | Bevarad orgel/fasad | Övrigt |
| --------- | ----------------------- | -------- | -------- | ------------ | ------- | ------------------- | --- |
| 1698–1699 | Stora Tuna kyrka        | Västerås | 2        | Självständig | 21      | Nej/Nej             | Orgeln approberades av två organister. 1698 flyttade en orgel från koret till västläktaren av Cahman. Han byggde även om orgeln. Efter ombyggnationen hade orgeln 21 stämmor, två manualer och pedal. Orgeln var byggd 1618 av Paul Müller. En ny orgel byggdes 1802 av Niclas Söderström och Eric Nordqvist. |
| 1697      | Kristine kyrka, Falun   | Västerås |          |              |         |                     | Genomgripande renovering av ursprunglig orgel av Göran Spett, slutförd av Frans Bohl 1657 |
| 1698      | Stora Kopparbergs kyrka | Västerås |          |              | 26      | Nej/Nej             | 1698 utökades orgeln med 10 pedalstämmor av Cahman. Orgeln var byggd 1611 av Paul Müller och hade 16 stämmor. En ny orgel byggdes 1862 av Per Larsson Åkerman, Stockholm. |
| 1700-1701 | Västerås domkyrka       | Västerås | 2        | Självständig | 30      | Nej/Nej             | Läktarorgel |